# Mihai Bravu (stație de metrou)
Mihai Bravu este o stație de metrou din București, situată într-o zonă industrială a șoselei cu același nume.